# Ian Paice
Ian Paice, né le 29 juin 1948  à Nottingham, est un batteur connu pour sa participation au groupe de hard rock Deep Purple. Paice est d'ailleurs le seul membre de Deep Purple à avoir connu toutes les périodes du groupe ; il est un des membres fondateurs en 1968 et n'a jamais quitté son poste depuis cette date. Des grands batteurs des années 1970, il reste l'un des derniers à avoir encore une activité soutenue.
Il se classe à la 21e place du classement des 100 meilleurs batteurs de tous les temps du magazine Rolling Stone.

## Biographie
Batteur autodidacte gaucher, Ian Anderson Paice  joue d'abord sur des batteries Ludwig, puis sur Pearl MMX et MLX, aujourd'hui MMP, tout comme les cymbales Paiste. Il utilise des baguettes Pro-Mark (dont il possède un modèle Signature). Il joua également dans les groupes The Maze et de MI5 en compagnie de Rod Evans.
Pendant la période d'inactivité de Deep Purple (1977-1984), il enregistre, aux côtés de Doug Yule, l'album du Velvet Underground Squeeze. Il joue avec Ashton et Jon Lord (claviériste de Deep Purple) entre 1976 et 1977, avec Whitesnake entre 1979 et 1982, et avec Gary Moore entre 1982 et 1984. Plus tard, il collaborera en 1999 à l'album Run Devil Run de Paul McCartney avec le guitariste David Gilmour.
Surnommé « Paicey », ce batteur influence toujours bon nombre de batteurs, notamment celui de Metallica, Lars Ulrich, qui voulut devenir batteur après avoir vu Deep Purple en concert en 1973.
Paice apporte un soutien efficace au groupe avec son jeu de batterie précis, fin et puissant. Il a une longue expérience et son jeu mélange admirablement jazz et rock 'n' roll. Adepte du shuffle, son batteur de référence est Buddy Rich.
Son long solo de batterie sur la version de « The Mule » sur l'album Made in Japan de Deep Purple démontre qu'il est un adepte de tels solos en concert. Son jeu de caisse claire est remarquable, c'est l'un des rares batteurs à jouer le one handed roll « roulement avec une seule main ». Il existe un modèle de caisse claire « signature » chez Pearl avec une petite particularité : les tirants sont équipés d'une rondelle dite « tune safe », (système installé à la demande de Ian Paice) qui permet de bloquer la vis, pour éviter un désaccordage pendant un concert par exemple.
En 2006, il joue avec les Running Birds à Cologne, en Allemagne, et reprend avec eux des classiques des années 1970. Il les a recontactés par la suite en 2009, pour donner un concert à Bordighera (Italie) et enregistrer en studio un CD et un DVD de leurs concerts à Cologne. En 2010 les Running Birds font la première partie des concerts de Deep Purple à Lyon et Montpellier.

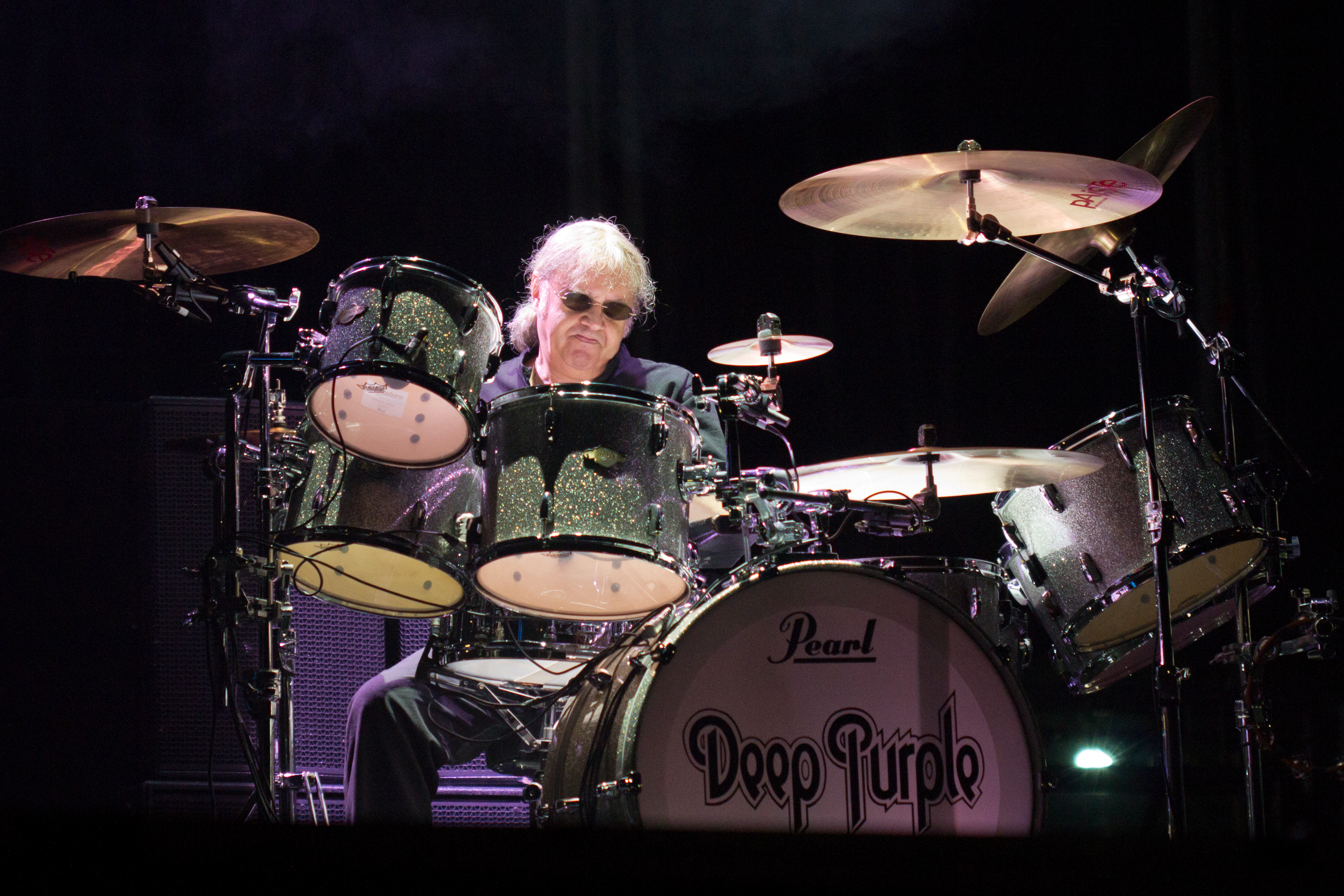
Ian Paice en 2013 durant un concert
de Deep Purple à Ávila

Le 8 avril 2016, Deep Purple est intronisé au Rock and Roll Hall of Fame : Ian Paice est récompensé en même temps que Ritchie Blackmore, Ian Gillan, Roger Glover, Rod Evans, David Coverdale, Glenn Hughes et Jon Lord à titre posthume.
Le 14 juin 2016, il a subi un AVC, ce qui conduit Deep Purple à annuler deux concerts prévus en Suède,. Il déclare après l'incident qu'il n'y a « aucun dommage grave ou permanent » et devrait revenir à l'exécution en juillet. Il ajoute que ces concerts sont les premières représentations annulées depuis la fondation du groupe en 1968. Il fait son retour à la scène avec Deep Purple à Göteborg le 1er juillet 2016, en jouant un concert complet avec le groupe, mais sans effectuer son fameux solo de batterie.
Ian Paice est marié et a trois enfants : James, Emmy et Calli. Sa femme, Jacky, est la sœur jumelle de l'épouse de Jon Lord, Vicky. Paice vit avec sa famille au Royaume-Uni.

## Discographie

### Deep Purple
Sur tous les albums du groupe, pour les détails voir : Discographie de Deep Purple

### Whitesnake
- Ready An' Willing, 1980
- Live...In the Heart of the City, 1980
- Come An' Get It, 1981
- Saints An' Sinners, 1982

### Gary Moore
- Corridors of Power, 1982
- Live at the Marquee (EP), 1982
- Falling in Love with You (EP), 1983
- Rockin' Every Night - Live in Japan, 1983 (1986 en Europe)
- Victims of the Future, 1983
- We Want Moore!, 1984

### Paice, Ashton & Lord
- Malice In Wonderland, 1977

### Paul McCartney
- Run Devil Run, 1999

### Participation
- 1973 : Bump n' Grind Jackson Heights - Batterie sur la pièce-titre.
- 2021 : X Moves de DMX, enregistré avec le bassiste Bootsy Collins et le guitariste Steve Howe (Yes, Asia). Le single sort le 8 avril, la veille de la mort du rappeur[5].

## Équipement

### Batterie PEARL MMP Masters Series
- 26x16 grosse caisse
- 10x10 tom
- 12x10 tom
- 13x11 tom
- 16x16 tom
- 18x16 tom
- 14x12 tom
- 15x12 tom
- 14x6.5 Ian Paice caisse claire

### Cymbales PAISTE
- 15" 2002 sound edge hi-hat
- 22" 2002 crash
- 8" 2002 splash
- 22" 2002 ride
- 24" 2002 crash
- 22" 2002 china